# Earle Meadows
Earle Elmer Meadows (Corinth, 29 giugno 1913 – Fort Worth, 11 novembre 1992) è stato un astista statunitense.

## Palmarès
| Anno | Manifestazione | Sede    | Evento           | Risultato | Misura | Note            |
| ---- | -------------- | ------- | ---------------- | --------- | ------ | --------------- |
| 1936 | Olimpiadi      | Berlino | Salto con l'asta | Oro       | 4,35 m | Record olimpico |